# Tour de France 2006 – 5. etapa
- 6. červenec
- Beauvais - Caen
- 225 km

## Pořadí v etapě
| *  | Jezdec            | Tým                   | Čas         |
| -- | ----------------- | --------------------- | ----------- |
| 1  | Oscar Freire      | Rabobank              | 5:18:50.000 |
| 2  | Tom Boonen        | Quick Step-Innergetic | + 0:00:00   |
| 3  | Inaki Isasi       | Euskaltel-Euskadi     | + 0:00:00   |
| 4  | David Kopp        | Gerolsteiner          | + 0:00:00   |
| 5  | Robbie McEwen     | Davitamon-Lotto       | + 0:00:00   |
| 6  | Alessandro Ballan | Lamper-Fondital       | + 0:00:00   |
| 7  | Thor Hushovd      | Credit Agricole       | + 0:00:00   |
| 8  | Francisco Ventoso | Saunier Duval Prodif  | + 0:00:00   |
| 9  | Erik Zabel        | Team Milram           | + 0:00:00   |
| 10 | Bernhard Eisel    | Francaise Des Jeux    | + 0:00:00   |

- Nejaktivnějším jezdcem vyhlášen - Samuel Dumoulin

| Žlutý tr.               | Zelený tr          | Puntik tr             | Bílý tr                    |
| ----------------------- | ------------------ | --------------------- | -------------------------- |
| Tom Boonen              | Robbie McEven 100  | Jérôme Pineau 26      | Marcus Fothen              |
| Michael Rogers á 0:13,0 | Tom Boonen 91      | David De La Fuente 17 | Benoit Vaugrenard á 0:03,0 |
| Oscar Freire á 0:17,0   | Daniele Bennati 86 | Fabian Wegmann 15     | Philippe Gilbertá 0:11,0   |